# Јегор Крид
Егор Николајевич Булаткин (25. јун 1994, Пенза) је руски певач, репер, текстописац, глумац. Своју соло каријеру започео је 2011. под псеудонимом „Крид“, сада наступа под именом Јегор Крид. Аутор је и извођач сопствених песама.

## Биографија
Рођен је у Пензи. Породица је била музичка: мајка је певала, отац и пријатељи свирали су у музичкој групи. Јегор је од детињства сањао да постане музичар. Поезију је почео да пише са 11 година. Свирао гитару. Од младости је волео хип-хоп , сликао графите и играо шах.
Егор је дипломирао на Лицеју савремених технологија са детаљним проучавањем енглеског језика. Његов први велики концерт у Лужњикију одржан је на дан дипломирања. Јегор је 2015. године уписао Руску академију наука, одељење за продукцију, али је студије је прекинуо због турнеја. 

## Породични и лични живот
- Отац - Николај Борисович Булаткин, бизнисмен, директор Фирма-Унитрон (највећа фабрика за прераду ораха у Русији) [3]
- Мајка - Марина Петровна Булаткина, заменик директора Фирма-Унитрон [3]
- Старија сестра - Полина Николајевна Булаткина - глумица, продуцент, сценариста и певачица, живи у Лос Анђелесу (САД) [4]

По Јегору, имао је много девојака.  Међу њима су најпознатије: манекенка Дајана Мелисон, певачица Њуша  , манекенка Ксенија Дели , манекенка Викторија Одинцова, продуценткиња емисија "Породица Кардашијан" Карла Дибело, тиктокерка и певачица Ваља Карнавал. 

## Псеудоним и имена
Своју соло каријеру започео је 2011. под псеудонимом Крид. Овај псеудоним је узео по имену групе момака са којима је сликао графите.
Име Јегор Крид појавило се када је музичар радио са продукцијом Блек Стар, која је 2015. године регистровала заштитни знак за ово име. 

## Музичка каријера и креативност
Године 2012. постао је победник такмичења "Звезда Вконтакте - Пети канал" у номинацији "Најбољи хип-хоп пројекат", након чега је наступио са својом песмом "Вдохновление (Инспирација)" на једном од главних поп места у Санкт Петербургу - у концертној дворани Октјабрски. 

### Уговор са Блек Стар
Године 2014. објавио је песму „Самая самая“.  Песма је заузела прво место на топ-листама и музичким листама , а од марта 2020. године музички спот за песму има преко 150 милиона прегледа на Јутјубу. 

### Независни уметник
За дистрибуцију својих песама 2019. године Јегор Крид је потписао уговор са Warner Music. 

## Дискографија

### Албуми
| Име            |
| Холостяк       |
| Что они знают? |
| -------------- |
|                |
| 58             |
| Pussy Boy      |

## Филмографија
| Година | Име                   |
| ------ | --------------------- |
| 2017   | Хотел Елеон           |
| 2019   | Жара                  |
| 2020   | (Не)идеальный мужчина |

## Приходи
Године 2020. био је на првом месту у часопису Форбс по заради међу уметницима, са зарадом од 6,9 милиона долара.